# 拉克索拉 (阿肯色州)
拉克索拉（英語：Luxora）是一個位於美國阿肯色州密西西比縣的城市。

## 地理
拉克索拉的座標為35°45′25″N 89°55′47″W / 35.75694°N 89.92972°W，而該地的平均海拔高度為75米（即246英尺）。

## 人口
根據2020年美國人口普查的數據，拉克索拉的面積為2.20平方千米，皆為陸地。當地共有人口942人，而人口密度為每平方千米428人。